# Dafydd y Garreg Wen
Dafydd y Garreg Wen (walisisch für David of White Stone) ist eine traditionelle walisische Melodie.

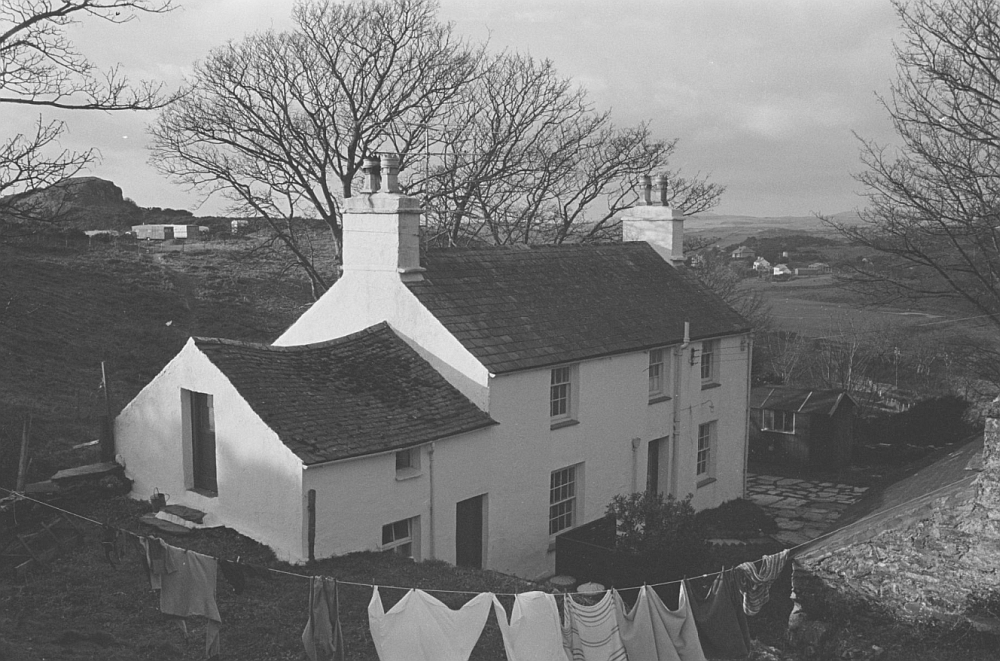
Garreg Wen bei Porthmadog, der Heimatort des Harfenisten Dafydd y Garreg Wen.

## Geschichte
David Owen (1712–1741) war ein berühmter Harfenspieler und Komponist, der in der ersten Hälfte des 18. Jahrhunderts in der Nähe von Porthmadog in Caernarfonshire, Wales, lebte und als Dafydd y Garreg Wen bekannt war. Und Garreg Wen (walisisch: weißer Stein) war der Name des Bauernhofs in der Nähe von Morfa Bychan, wo er lebte.

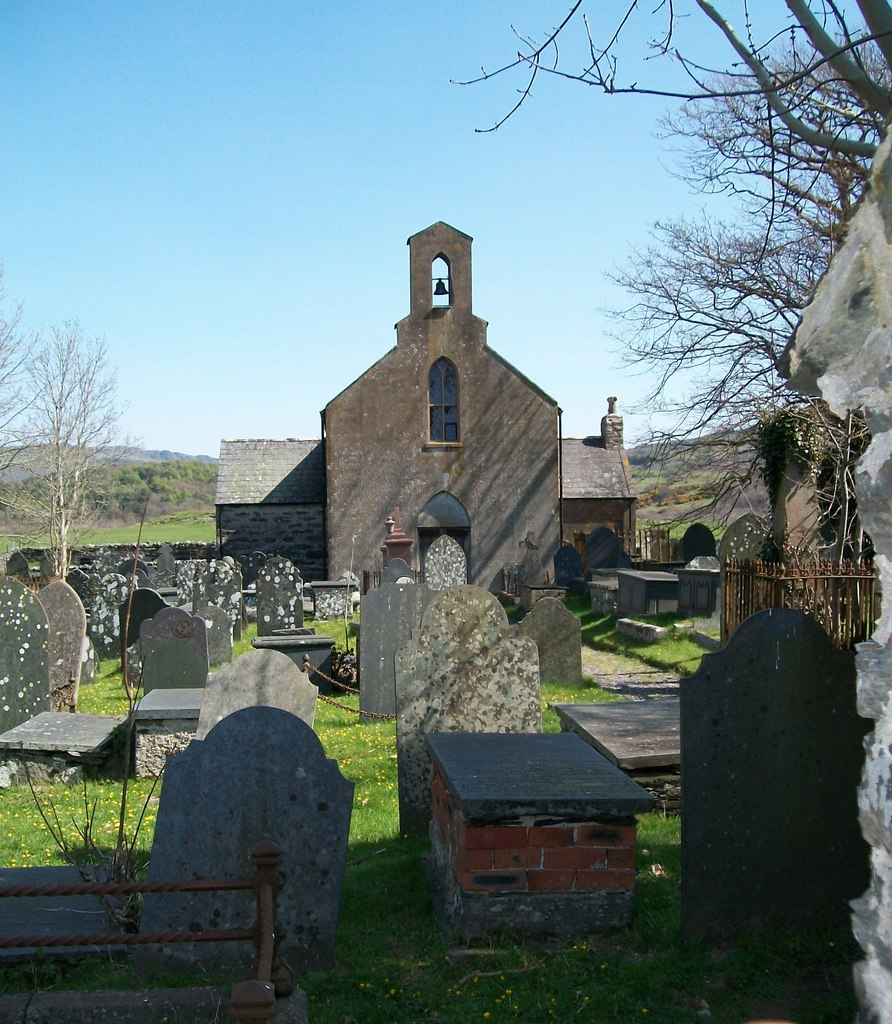
St Cynhaearn’s Church in Ynyscynhaearn

Die Überlieferung besagt, dass Owen auf dem Sterbebett nach seiner Harfe fragte und die Melodie komponierte. Er starb im Alter von 29 Jahren und wurde in der St Cynhaearn’s Church in Ynyscynhaearn bei Porthmadog beigesetzt.
Der Text wurde etwa hundert Jahre später von dem Dichter John Ceiriog Hughes (1832–1887) hinzugefügt.

## Text
’Cariwch’, medd Dafydd, ’fy nhelyn i mi,
Ceisiaf cyn marw roi tôn arni hi.
Codwch fy nwylo i gyraedd y tant;
Duw a’ch bendithio fy ngweddw a’m plant!
’Neithiwr mi glywais lais angel fel hyn:
"Dafydd, tyrd adref, a chwarae trwy’r glyn!"
Delyn fy mebyd, ffarwel i dy dant!
Duw a’ch bendithio fy ngweddw a’m plant!
ungefähre Übersetzung
"Tragt", sagte David, "meine Harfe zu mir.
Ich möchte, bevor ich sterbe, eine Melodie darauf spielen,
führt meine Hände, um die Saiten zu erreichen.
Gott segne euch, meine Witwe und meine Kinder!"
"Letzte Nacht hörte ich eine Engelsstimme wie diese:
"David, komm nach Hause und spiele durch das Tal!"
Harfe meiner Jugend, ein Lebewohl von deinen Saiten!
Gott segne euch, meine Witwe und meine Kinder!"

## Verschiedenes
Das Lied wurde vielfach eingespielt und bearbeitet, eine Fassung stammt von John Thomas (siehe Fotos).
Das traditionelle Lied wurde von Sigismund Thalberg (1812–1871) für Klavier bearbeitet und fand Aufnahme in seiner berühmten Sammlung L’art du chant appliqué au piano (Die Kunst des Gesanges auf dem Pianoforte). Auch Benjamin Britten hat es bearbeitet.

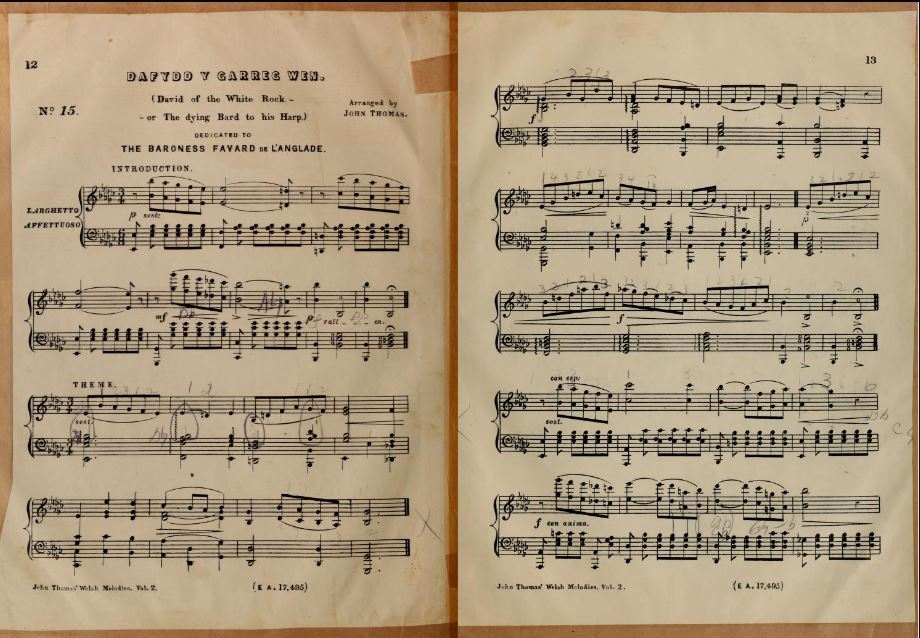
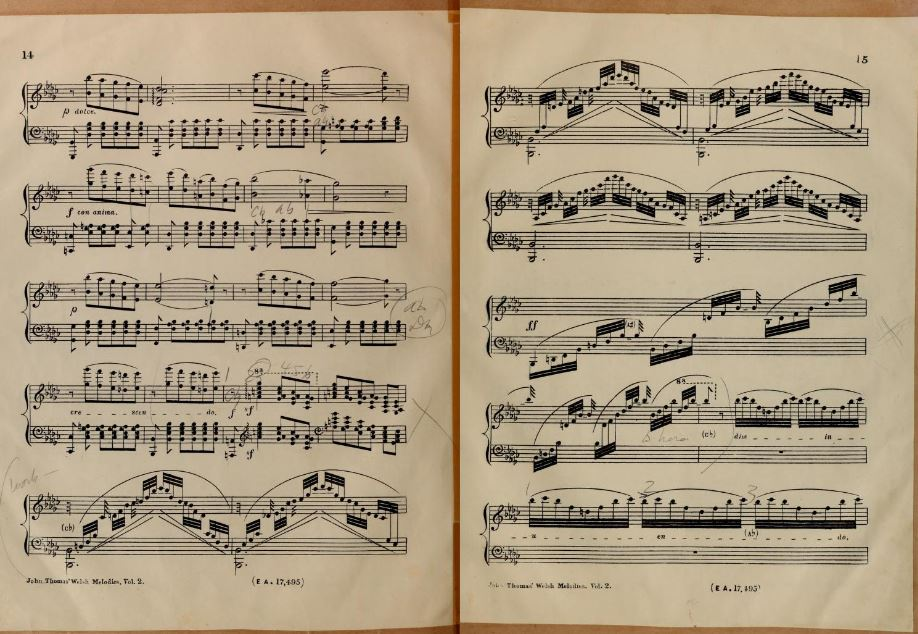
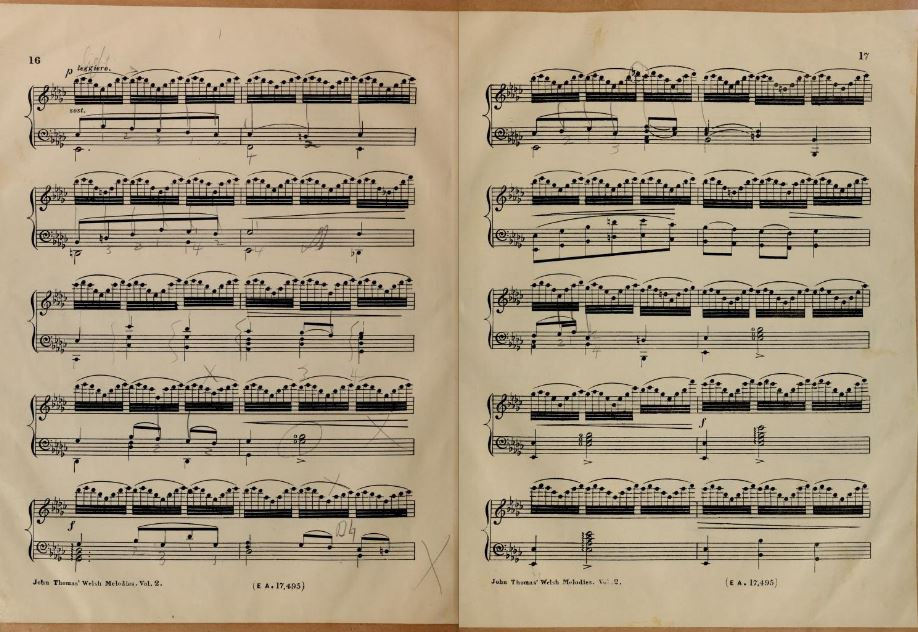
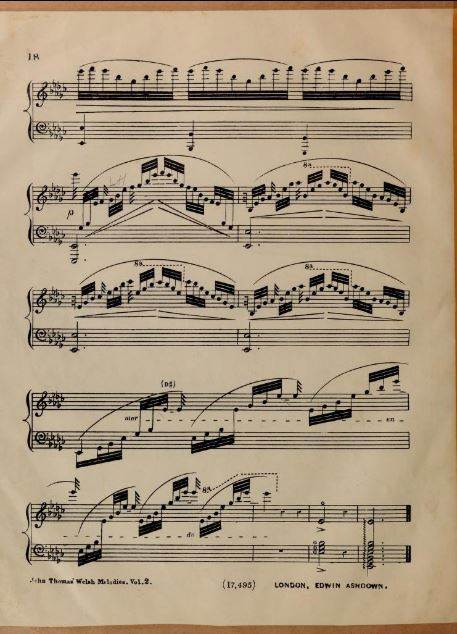